# Ефект хибного консенсусу
У психології, ефект або омана хибного консенсусу (англ. false-consensus effect, false-consensus bias) є атрибутивним типом когнітивного упередження, за якого люди схильні переоцінювати ступінь, в якому їхні думки, переконання, уподобання, цінності і звички є нормальними і типовими для інших (тобто того, що інші думають так само, як і вони). Ця когнітивна омана, як правило, веде до сприйняття консенсусу, який не існує, «хибного консенсусу».
Цей хибний консенсус є важливим, оскільки підвищує самооцінку (ефект надмірної впевненості). Він випливає з бажання відповідати і подобатися оточуючим в соціальному середовищі. Це упередження особливо поширене в умовах групи, коли людина думає, що колективна думка групи збігається з думкою населення в цілому. Оскільки члени групи мають консенсус і рідше зустрічаються з тими, хто заперечує його, вони схильні вважати, що всі думають однаково. Ефект хибного консенсусу не обмежується випадками, коли люди вважають, що їхні цінності розділяються більшістю, але він все одно проявляється як переоцінка поширення їхнього переконання. Наприклад, фундаменталісти не обов'язково вірять, що більшість людей поділяють їхні погляди, але їх оцінки кількості людей, які розділяють їхню точку зору, як правило, перевищують фактичну кількість.
Крім того, в разі зіткнення з доказами, що консенсусу не існує, люди часто припускають, що ті, хто не згоден з ними, в певній мірі недосконалі. Не існує єдиної причини для цього когнітивного упередження; евристика доступності, егоїстичне упередження і наївний реалізм були запропоновані як хоча б часткові фактори його появи. Збереження цього когнітивного упередження може бути пов'язане з тенденцією ухвалювати рішення в умовах відносно малого обсягу інформації. Коли люди стикаються з невизначеністю і обмеженою вибіркою даних, на основі яких ухвалюють рішення, вони часто «проектують» себе на ситуацію. Коли такі особисті знання використовуються як вхідні дані, щоб робити далекосяжні висновки, вони часто призводить до помилкового відчуття, що людина є частиною думки більшості з відповідного питання.
Ефект хибного консенсусу можна протиставити плюралістичному невігластву, помилці мислення, коли людина особисто не схвалює, але публічно підтримує те, що їй здається думкою більшості (щодо норми або переконання), коли більшість насправді розділяє їх (приватне) несхвалення. У той час як ефект хибного консенсусу змушує людей помилково вважати, що більшість погоджується з ними (коли більшість насправді відкрито з ними не згодна), ефект плюралістичного невігластва змушує людей помилково вважати, що вони не згодні з більшістю (а більшість, насправді, таємно погоджується з ними). Плюралістичне невігластво може, наприклад, привести студента до участі в марафоні пияцтва через помилкове переконання, що більшість інших студентів схвалюють його, в той час, як в реальності більшість інших студентів не схвалюють, але поводяться точно так само, тому що вони розділяють ті ж помилкові (але в сукупності самопідтримуючі) переконання. Протилежний приклад ефекту помилкового консенсусу — студент, який любить пиячити, переконаний, що більшість теж це любить, хоча насправді більшість оточуючих ставляться до цієї традиції неприязно і відкрито про це кажуть.

## Основні теоретичні підходи
Ефект хибного консенсусу можна простежити до двох паралельних теорій соціальної перцепції, «дослідження того, як ми формуємо враження і робимо висновки про інших людей». Першою є ідея соціального порівняння. Основним постулатом теорія соціального порівняння Леона Фестінґера (1954) було те, що люди оцінюють свої думки і ставлення на основі інших людей. Це може бути викликано бажанням підтвердження і потребі відчувати добре про себе. Як розширення цієї теорії, люди можуть використовувати інших людей як джерела інформації для визначення соціальної реальності і коригування поведінки. Це називається інформаційний соціальний вплив. Проблема, однак, полягає в тому, що люди часто не здатні точно сприймати соціальні норми і справжнє ставлення оточуючих. Іншими словами, дослідження показали, що люди є на диво поганими «інтуїтивними психологами» і що наші соціальні судження часто бувають неточними. Цей висновок допоміг закласти основу для розуміння упередженої обробки інформації і неточної соціальної перцепції. Ефект хибного консенсусу є лише одним прикладом такої неточності.
Друга впливова теорія — проєкція, ідея про те, що люди проектують власні погляди та переконання на інших. Ідея проєкції — не нова концепція. Зокрема, її можна знайти ще у роботі Зигмунда Фрейда щодо захисного механізму проєкції, у роботі Д. С. Холмса про «атрибутивну проєкцію» (1968), роботі Густава Іххайссера з соціальної перцепції (1970). Д. С. Холмс, наприклад, описує соціальну проєкцію як процес, за допомогою якого люди «намагаються підтвердити свої переконання, проектуючи свої особливості на інших осіб».
Тут можна побачити зв'язок між двома зазначеними теоріями соціального порівняння і проєкції. По-перше, як  пояснює теорія соціального порівняння, індивіди постійно придивляються до представників своєї групи (наприклад, однолітків) як референтної групи і мотивовані робити це, щоб отримати підтвердження власних поглядів і переконань. Однак, з метою забезпечення підтвердження та підвищення самооцінки людина може несвідомо проектувати свої переконання на інших (цілей свого порівняння). Цей остаточний результат є ефектом хибного консенсусу.
Ефект хибного консенсусу (у визначенні Росса, Гріна і Хауса 1977 р.) є результатом багатьох попередніх споріднених йому теорій. У своїй відомій серії з чотирьох досліджень, Росс і партнери припустили, а потім показали, що люди схильні переоцінювати популярність власних переконань і уподобань. У всіх дослідженнях учасникам або «оцінювачам» було запропоновано вибрати одну з декількох взаємовиключних відповідей. Потім їх просили передбачити популярність кожного їх вибору серед інших учасників («діячів»). Потім Росс і партнери пішли далі і запропонували та протестували пов'язане упередження у соціальних міркуваннях: вони виявили, що «оцінювачі» в експерименті оцінили свою відповідь як не лише поширену, а і як таку, що не дуже показує «відмінні особистісні диспозиції» «діячів». При цьому, альтернативні або протилежні відповіді сприймалися «оцінювачами» як такі, що набагато більше розкривають «діячів» як людей. Загалом, «оцінювачі» зробили більш «екстремальні прогнози» про особистості тих «діячів», які не поділяли власні уподобання «оцінювачів».
Протягом десяти років після впливового дослідження Росса з колегами, було надруковано близько 50 статей з даними про ефект хибного консенсусу. Теоретичні підходи були також розширені. Поточні теоретичні погляди на ефект можна розділити на чотири категорії: (А) селективне експонування та когнітивна доступність, (б) значущість і зосередженість уваги, (з) обробка логічної інформації, та (D) мотиваційні процеси. У цілому, дослідники і розробники цих теорій вважають, що існує не одна правильна відповідь, і визнають, що існує нашарування між теоріями і ефект хибного консенсусу виникає швидше за все внаслідок поєднання зазначених вище факторів.

### Селективне експонування та когнітивна доступність
Ця теорія тісно пов'язана з евристикою доступності, яка припускає, що сприйняття подібностей (або відмінностей) залежить від того, наскільки легко ці ознаки можуть бути викликані з пам'яті. А схожість між собою та іншими легше пригадується, ніж відмінності, частково тому, що люди зазвичай асоціюють себе з тими, хто схожий на них самих. Це селективне експонування схожих людей може спотворити або обмежити «вибірку інформації про справжнє розмаїття думок у ширшому соціальному середовищі». В результаті селективного експонування та евристики доступності, подібності природно переважають у думках людини.
Botvin et al., (1992) виконали популярне дослідження про наслідки ефекту хибного консенсусу серед певного підліткової спільноти в спробі визначити, чи є студенти демонструють більш високий рівень ефекту хибного консенсусу серед членів своєї безпосередньої групи у порівнянні з суспільством у цілому. Учасниками цього експерименту були 203 студенти коледжів у віці від 18 до 25 років (середній вік 18,5). Учасникам роздали анкети і попросили відповісти на питання, що стосуються різних аспектів суспільного життя. Для кожної соціальної теми, їх попросили відповісти, як вони ставляться до теми і оцінити відсоток учасників їх групи, які погодяться з ними. Результати встановлено, що ефект хибного консенсусу був дуже поширений, коли учасники описували решту своєї студентської спільноти; з двадцяти тем шістнадцять яскраво продемонстрували ефект хибного консенсусу. Високий рівень ефекту хибного консенсусу за даними дослідження можна пояснити групою, яка досліджувалась; оскільки учасникам було запропоновано порівняти себе з групою однолітків, в якій вони постійно перебувають (і розглядають як дуже схожу на себе), рівень ефекту хибного консенсусу збільшився.

### Значущість та зосередженість уваги
Ця теорія припускає, що коли індивід зосереджений виключно на позиції, якій він надає перевагу, ця позиція є єдиною в його «верхній» свідомості, і він більше схильний переоцінювати її популярність, таким чином, стаючи жертвою ефекту хибного консенсусу. Виконання дій, що сприяють позиції, робить її більш значущою і може збільшити ефект хибного консенсусу. А коли індивіду представляють більше позицій, ступінь ефекту хибного консенсусу може значно знизитись.

### Обробка логічної інформації
Ця теорія припускає, що активне і, здавалося б, раціональне мислення лежить в основі оцінки людиною подібності серед інших. Це проявляється в її каузальних атрибуціях. Якщо людина робить зовнішню атрибуцію щодо їх переконання, людина, швидше за все, розглядатиме свій досвід лише як об'єктивний досвід. Наприклад, кілька кіноглядачів можуть помилково припустити, що якість фільму є чисто об'єктивним питанням. Щоб пояснити своє невдоволення переглядом, глядачі можуть сказати, що це був просто поганий фільм (зовнішня атрибуція). На підставі цього (можливо, помилкового) припущення про об'єктивність, їм здається раціональним, або «логічним» припустити, що всі інші глядачі будуть мати той же самий досвід; консенсус повинен бути високим. З іншого боку, хтось інший в такій же ситуації, який робить внутрішню атрибуцію (можливо, шанувальник кіно, який добре усвідомлює свої особливо високі стандарти), усвідомить суб'єктивність досвіду і прийде  до протилежного висновку; їх оцінка консенсусу інших з їх досвідом буде набагато нижче. Хоча вони призводять до двох протилежних результатів, обидва шляхи атрибуції спираються на вихідне припущення, що потім призводить до «логічного» висновку. За цією логікою можна сказати, що ефект хибного консенсусу насправді є відображенням фундаментальної помилки атрибуції (зокрема упередження діяча-спостерігача), коли люди для виправдання власної поведінки надають перевагу зовнішнім/ситуаційним атрибуціям над внутрішніми/диспозиційними.
У дослідженні, проведеному Фоксом, Їноном та Майрацом, дослідники намагалися визначити, чи змінюється рівень ефекту хибного консенсусу в різних вікових групах. Вони поділили 200 учасників на чотири вікові групи (стать фактором не вважалась). Як основне джерело інформації використовувався опитувальник. Результати показали, що ефект хибного консенсусу був дуже поширений у всіх групах, але найбільш поширений у старшій віковій групі (учасників, які були позначені як «резиденти будинку престарілих») — вони показали ефект хибного консенсусу у всіх 12 областях, про які були запитання. Збільшення ефекту хибного консенсусу у старшій віковій групі може бути віднесене на їх високий рівень «логічного» обґрунтування своїх рішень; у старшій віковій групі, очевидно, жили довше, і тому відчували, що вони можуть проектувати свої переконання на всі вікові групи через свій (начебто об'єктивний) минулий досвід і мудрість. Молодші вікові групи не могли логічно зіставити себе з тими, хто старше їх, тому що у них не було такого досвіду і вони не претендують на знання цих об'єктивних істин. Ці результати демонструють тенденцію літніх людей більшою мірою спиратися на ситуативні атрибуції (життєвий досвід), а не на внутрішні атрибуції.

### Мотиваційні процеси
Ця теорія підкреслює переваги ефекту хибного консенсусу: а саме, сприйняття більшої соціальної валідації, соціальної підтримки і самоповаги. Він також може бути корисний для перебільшення схожості в соціальних ситуаціях з метою підвищення вподобання. Можливо, що ці переваги служать позитивним підкріпленням для міркування в рамках хибного консенсусу.

## Зв'язок з психологією особистості
В області психології особистості, ефект хибного консенсусу не має істотного впливу тому, що цей ефект значною мірою спирається на соціальне середовище і те, як людина його інтерпретує. В той же час психологія особистості оцінює людину не за ситуаційними атрибуціями, а вивчаючи диспозиційні атрибуції, тому ефект хибного консенсусу тут є відносно нерелевантний. Особистість людини потенційно може вплинути на ступінь, до якої людина покладається на ефект хибного консенсусу, а не на наявність такої ознаки в цілому.

## Застосування
Ефект хибного консенсусу є важливим упередженням атрибуції, який слід враховувати при веденні бізнесу і в повсякденних соціальних взаємодіях. По суті, люди схильні вважати, що популяція в цілому згодна з їх думками і судженнями. Правильне чи не правильне це переконання, воно дає їм почуття більшої впевненості та безпеки у своїх рішеннях. Це може бути важливим явищем для використання або уникання в ділових відносинах.
Наприклад, якщо людина сумнівається, чи купити собі новий інструмент, руйнування його думки, що інші погоджуються з його сумнівами, стало б важливим кроком у переконанні його придбати. Таким чином, ефект хибного консенсусу тісно пов'язаний з конформізмом (коли на людину чиниться вплив узгодити її переконання з переконаннями або поведінкою групи). Є дві відмінності між ефектом хибного консенсусу і конформізмом: найголовніше, конформізм — це узгодження власних поведінок, переконань та ставлень з такими реальної групи, в той час як ефект хибного консенсусу полягає в переконанні, що інші поділяють ваші поведінки, переконання та ставлення, незалежно від дійсності. Змусити клієнта відчувати, що на думку інших (суспільства) слід придбати якийсь прилад, дозволить клієнту почуватись більш впевнено про свою покупку і змусить його повірити, що інші люди прийняли б таке ж рішення.
Аналогічним чином, на будь-які елементи суспільства, на які впливає громадська думка — наприклад, вибори, реклама, публічність — дуже сильно піддаються впливу ефекту хибного консенсусу.  Частково це тому, що спосіб, яким люди розвивають свої сприйняття, припускає «диференціальні процеси усвідомлення». Тобто, в той час як деякі люди мотивовані досягти правильних висновків, інші можуть бути мотивовані досягти бажаних висновків. Члени останньої категорії буде частіше відчувати ефект хибного консенсусу тому, що активніше шукатимуть однодумців, прихильників і можуть відкидати або ігнорувати протилежну думку.

## Невизначеності
Існує невизначеність щодо ряду аспектів ефекту хибного консенсусу та його досліджень. Перш за все, незрозуміло, які саме фактори відіграють велику роль в силі і поширеності ефекту хибного консенсусу ефект у окремих людей. Наприклад, дві людини в одній групі і з дуже схожими соціальним статусом можуть мати різний рівень ефекту хибного консенсусу ефект, але незрозуміло, які соціальні, особистісні відмінності боа відмінності у сприйнятті між ними відіграють найбільшу роль у виникненні цих відмінностей.
Крім того, може бути важко отримати точні дані опитувань про ефект хибного консенсусу (так само як і про інші психологічні упередження), оскільки пошук стабільних регулярних груп для дослідження (часто протягом тривалого періоду часу) часто призводить до груп, які, динаміка яких ймовірно трохи відрізняються від груп «реального світу». Наприклад, багато досліджень, на які тут посилається, вивчали студентів, які можуть мати особливо високий рівень ефекту хибного консенсусу ефект тому, що вони знаходяться в оточенні своїх однолітків (і, можливо, відчувають евристику доступності), і тому що вони часто припускають, що вони схожі на своїх однолітків. Це може призвести до спотворення даних деяких досліджень ефекту хибного консенсусу.

## Подальше читання
- Kunda, Ziva (1999). Social Cognition: Making Sense of People. MIT Press. с. 396—401. ISBN 978-0-262-61143-5. OCLC 40618974. Архів оригіналу за 8 листопада 2020. Процитовано 7 листопада 2016.
- Fields, James M.; Schuman, Howard (1976). Public Beliefs About the Beliefs of the Public. Public Opinion Quarterly. 40 (4): 427. doi:10.1086/268330.
- Pronin, Emily; Puccio, Carolyn; Ross, Lee (2002). Understanding Misunderstanding: Social Psychological Perspectives. У Gilovich, Thomas; Griffin, Dale; Kahneman, Daniel (ред.). Heuristics and Biases: The Psychology of Intuitive Judgment (англ.). Cambridge University Press. с. 636—665. doi:10.1017/CBO9780511808098.038. Архів оригіналу за 8 листопада 2020. Процитовано 7 листопада 2016.